# Marduk-zakir-shumi I
Marduk-zakir-shumi I var babylonisk kung 855-819 f.Kr. År 851 f.Kr. blev han utsatt för ett misslyckat uppror av sin bror Marduk-bel-usate.